# Upsala (Minnesota)
Upsala és una població dels Estats Units a l'estat de Minnesota. Segons el cens del 2000 tenia 424 habitants.

## Demografia
Segons el cens del 2000, Upsala tenia 424 habitants, 188 habitatges, i 103 famílies. La densitat de població era de 50,4 habitants per km².
Dels 188 habitatges en un 25% hi vivien nens de menys de 18 anys, en un 47,3% hi vivien parelles casades, en un 5,9% dones solteres, i en un 44,7% no eren unitats familiars. En el 40,4% dels habitatges hi vivien persones soles el 25,5% de les quals corresponia a persones de 65 anys o més que vivien soles. El nombre mitjà de persones vivint en cada habitatge era de 2,26 i el nombre mitjà de persones que vivien en cada família era de 3,14.
Per edats la població es repartia de la següent manera: un 25,9% tenia menys de 18 anys, un 6,8% entre 18 i 24, un 25% entre 25 i 44, un 16,5% de 45 a 60 i un 25,7% 65 anys o més.
L'edat mediana era de 40 anys. Per cada 100 dones de 18 o més anys hi havia 91,5 homes.
La renda mediana per habitatge era de 30.000 $ i la renda mediana per família de 48.333 $. Els homes tenien una renda mediana de 31.731 $ mentre que les dones 19.821 $. La renda per capita de la població era de 16.382 $. Entorn del 9,4% de les famílies i el 13,7% de la població estaven per davall del llindar de pobresa.

## Poblacions més properes
El següent diagrama mostra les poblacions més properes.